# Igor Nikić
Igor Nikić (Kotor, 25 de agosto de 2000) es un futbolista montenegrino que juega en la demarcación de portero para el C. D. Mirandés de la Segunda División de España.

## Selección nacional
El 11 de octubre de 2024 hizo su debut con la selección de Montenegro en un partido de la Liga de Naciones de la UEFA 2024-25 contra Turquía que finalizó con un resultado de 1-0 a favor del combinado turco tras el gol de İrfan Kahveci.

## Clubes
| Club                     | País       | Año       | Partidos | Goles |
| ------------------------ | ---------- | --------- | -------- | ----- |
| OFK Mladost Donja Gorica | Montenegro | 2021-2022 | 31       | 0     |
| FK Podgorica             | Montenegro | 2021-2022 | 6        | 0     |
| FK Arsenal Tivat         | Montenegro | 2022-2023 | 40       | 0     |
| FK Dečić Tuzi            | Montenegro | 2023-2025 | 82       | 0     |
| C. D. Mirandés           | España     | 2025-     |          |       |

## Palmarés

### Títulos nacionales
| Título                         | Club          | País       | Año  |
| ------------------------------ | ------------- | ---------- | ---- |
| Primera División de Montenegro | FK Dečić Tuzi | Montenegro | 2024 |
| Copa de Montenegro             | FK Dečić Tuzi | Montenegro | 2025 |